# Steven Ozment
Steven Edgar Ozment (* 21. Februar 1939 in McComb, Mississippi; † 12. Dezember 2019 in Rye, New Hampshire) war ein US-amerikanischer Historiker, der insbesondere über die Themen Deutschland und Reformation arbeitete.
Der McLean Professor of Ancient and Modern History an der Harvard University war Vater von fünf Kindern und lebte in Newburyport, Massachusetts mit seiner Frau Susan Schweizer, einer Managerin bei J.P. Morgan Chase.
Ozment lehrte an der Eberhard Karls Universität Tübingen, in Yale, Stanford und Harvard.
Er hat zehn Bücher verfasst, die in viele Sprachen übersetzt wurden. Sein Age of Reform, 1250–1550 (1980) gewann den Schaff History Prize (1981) und wurde 1981  für den National Book Award nominiert; fünf Bücher wurden vom History Book Club ausgewählt. 1977 erhielt Ozment ein Guggenheim-Stipendium.
Zuletzt studierte er Lucas Cranach den Älteren.

## Werke
- Homo spiritualis. A comparative study of the anthropology of Johannes Tauler, Jean Gerson and Martin Luther (1509–16) in the context of their theological thought. E.J. Brill, Leiden 1969.
- Hrsg.: Jean Gerson: Selections from A Deo exivit, Contra curiositatem studentium and De mystica theologia speculative. E.J. Brill, Leiden 1969.
- Hrsg.: The Reformation in Medieval Perspective. Quadrangle Books, Chicago 1971.
- Mysticism and Dissent. Religious Ideology and Social Protest in the Sixteenth Century. Yale University Press, New Haven, CT 1973.
- The Reformation in the Cities. The Appeal of Protestantism to Sixteenth-Century Germany and Switzerland. Yale University Press, New Haven, CT 1975; 1977.
- Koautor: The Western Heritage. MacMillan, New York, NY 1979; 1983; 1986; 1990; 1994; 1997; 2000; 2003.
- The Age of Reform, 1250–1550. An Intellectual and Religious History of Late Medieval and Reformation Europe. Yale University Press, New Haven, CT 1980; 1981.
- Hrsg.: Reformation Europe. A Guide to Research. Center for Reformation Research, St. Louis, MO 1982.
- When Fathers Ruled. Family Life in Reformation Europe. Harvard University Press, Cambridge, MA 1983; 1985.
- Koautor: The Heritage of World Civilizations. MacMillan, New York, NY 1986; 1989; 1993; 1996; 1999; 2001; 2004.
- Magdalena and Balthasar. An Intimate Portrait of Life in 16th Century Europe Revealed in the Letters of a Nuremberg Husband and Wife. Simon & Schuster, New York, NY 1986; Yale University Press, New Haven, CT 1989.
- Hrsg.: Religion and Culture in the Renaissance and Reformation. The Sixteenth Century Journal Publishers, Kirksville, MO 1989.
- Hrsg. und Übersetzer: Three Behaim Boys. Growing Up in Early Modern Germany. A Chronicle of Their Lives. Yale University Press, New Haven, CT 1990.
- Protestants. The Birth Of a Revolution. Doubleday, New York, NY 1993; 1994; HarperCollins, London 1993.
- The Bürgermeister's Daughter. Scandal in a Sixteenth-Century German Town. St. Martin’s Press, New York, NY 1996; HarperCollins, New York, NY 1997.
- Flesh and Spirit. A Study of Private Life in Early Modern Germany. Viking/Penguin, New York, NY 1999; 2001.
- Ancestors. The Loving Family in Old Europe. Harvard University Press, Cambridge, MA 2001.
- A Mighty Fortress. A New History of the German People. HarperCollins, New York, NY 2004; 2005; Granta, London 2005.